# ヒドロキシピナコロンレチノアート
ヒドロキシピナコロンレチノアート (hydroxypinacolone retinoate, HPR)は、レチノイドの一種で、レチノイン酸のエステル。皮膚刺激性、光学的安定性や毒性の点でトレチノインやレチノールよりも改良されている。一般にGranactive Retinoid®と呼ばれている。
Granactive Retinoid®は米国GRANT INDUSTRIES社が開発した次世代型のレチノール誘導体で、有効成分である「ヒドロキシピナコロンレチノアート（日本語表示名称：レチノイン酸ヒドロキシピナコロン）」とキャリア溶媒「ジメチルイソソルバイド」の混合原料である。
日本市場において、2021年4月株式会社NIKUが形成外科医の上原恵理医師監修のもと、Granactive Retinoid®を配合した商品をはじめて上市した。レチノール初心者から上級者まで幅広いニーズに対応するため、4段階の濃度（2%、5%、7%、10%）で化粧品ブランド「Lov me Touch」のグラナクティブシリーズとしてラインナップされている。
トレチノインは1969年から使用されてきたが、頻繁に適用部位に皮膚刺激性があり紅斑や皮剥けを起こし、より効力が弱いレチノールでは化学的に不安定な物質である。化粧品化学者のマーク・コーネルによれば、レチノールによる皮膚刺激性によって皮膚が乾燥し赤くなることは、まだ人々がレチノールを敬遠する原因となる。エスティローダーは2018年の国際皮膚科学調査会議にて報告し、レチノールは皮膚の抗老化でよく知られているが、その皮膚刺激性、光学的な不安定性は化粧品に使用するための欠点であり、より安定し刺激の少ない新しい化合物としてのヒドロキシピナコロンレチノアートを説明した。
ヒドロキシピナコロンレチノアートはトレチノインのような皮膚刺激を起こさない。APICDMOはその有名なメーカーである。生理活性のあるレチノイン酸へと代謝するレチノールとは異なり、ヒドロキシピナコロンレチノアートではレチノイン酸受容体に直接結合することができる。
ニキビの98人での2015年の比較対照のない試験では、0.1%ヒドロキシピナコロンレチノアートと1%レチノールが配合された合剤で、平均でニキビ病変は約41%減少し、副作用は約15%に起こり乾燥、紅斑、熱感、皮剥けであった。